# Lattaldeide reduttasi (NADPH)
La lattaldeide reduttasi (NADPH) è un enzima appartenente alla classe delle ossidoreduttasi, che catalizza la seguente reazione:
propan-1,2-diolo + NADP+ ⇄ L-lattaldeide + NADPH + H+
Può essere identica alla alcol deidrogenasi (NADP+).